# Huai Khwang
Huai Khwang (in thailandese: ห้วยขวาง) è uno dei 50 distretti (khet) della città di Bangkok, in Thailandia.